# حسن صالح
حسن صالح (بالإنجليزية: Hassan Saleh)‏ هو لاعب دوري الرغبي أسترالي، ولد في 22 أكتوبر 1979 في سيدني في أستراليا.